# 东门礁
东门礁（英語：Hughes Reef；越南语：／）是南沙群岛一环礁，位于九章群礁北緣，西門礁與安樂礁之間。目前由中華人民共和國實際控制，行政上隶属于海南省三沙市。

## 歷史
- 1983年，中華人民共和國公佈名稱為東門礁。
- 1988年，赤瓜礁海战后，中国海军进驻东门礁。
- 2013年底，中華人民共和國開始填海造陸工程。至2014年底，面积已由最初的380平方米增至76,000平方米[1]。

## 名稱來源
中國漁民稱此礁為東門，因礁盘中潟湖东端有一出口而得名。

## 岛上状况
由中国人民解放军控制，1987年開始建造高脚屋，包括一个补给平台，派兵駐守。
2012年建好了380平米的混凝土碉堡。
2013年底，中国开始在東門礁的填海造陆工程。
2015年1月卫星图显示了一个東門礁上有個面積約7.6万平方米的人造岛屿，島上有修建設施，有助加強對鄰近島礁的監控。

## 對外通訊
- 行動電話通訊方面，中國移動電信公司設有行動通信基地台。